# 2. Unterseebootsflottille
La 2. Unterseebootsflottille, également connue sous le nom de Unterseebootsflottille Saltzwedel, était la 2e flottille de sous-marins allemands de la Kriegsmarine pendant la Seconde Guerre mondiale.

## Présentation
Fondée à Kiel le 1er septembre 1936, et placée sous le commandement du Fregattenkapitän Werner Scheer (de), elle a été baptisée Unterseebootsflottille Saltzwedel en l'honneur de l'oberleutnant zur see Reinhold Saltzwedel (en), un commandant de U-Boot de la Première Guerre mondiale.
À Kiel les premières semaines pour parfaire son entrainement, elle est transférée à Wilhelmshaven jusqu'en mai 1940.
En juin 1940, elle est affectée à la base sous-marine de Lorient (France) comme flottille de combat (Frontflottille), jusqu'en août 1944 où elle quitte Lorient pour la Norvège avant d'être dissoute le même mois.

## Affectations
- Septembre 1936 à septembre 1936 : Kiel ;
- Septembre 1936 à mai 1940 : Wilhelmshaven ;
- Juin 1940 à mai 1941 : Wilhelmshaven / Lorient;
- Juin 1941 à août 1944 : Lorient.

## Commandement
| Nom                  | Grade            | Début          | Fin            |
| Werner Scheer (de)   | Fregattenkapitän | Septembre 1936 | Juillet 1937   |
| Hans Ibbeken (pt)    | Korvettenkapitän | Octobre 1937   | Septembre 1939 |
| Werner Hartmann (de) | Korvettenkapitän | Janvier 1940   | Mai 1940       |
| Heinz Fischer (pt)   | Korvettenkapitän | Mai 1940       | Juillet 1941   |
| Victor Schütze       | Korvettenkapitän | Août 1941      | Janvier 1943   |
| Ernst Kals           | Fregattenkapitän | Janvier 1943   | Octobre 1944   |

## Unités
La flottille a reçu 91 unités durant son service, comprenant des U-Boote de type I A, VII A et C, IX A, C et C40, X B jusqu'en 1941, de type IX A, B et C à partir de 1941, ainsi qu'un sous-marin hollandais capturé de classe O 21.
Unités de la 2. Unterseebootsflottille:
- U-25, U-26, U-27, U-28, U-29
- U-30, U-31, U-32, U-33, U-34, U-35, U-36, U-37, U-38
- U-41, U-43, U-44
- U-64, U-65, U-66, U-67, U-68
- U-103, U-104, U-105, U-106, U-107, U-108, U-109, U-110, U-111, U-116, U-117, U-122, U-123, U-124, U-125, U-126, U-127, U-128, U-129, U-130, U-131, U-153, U-154, U-156, U-157, U-161, U-162, U-168, U-173, U-183, U-184, U-189, U-190, U-191, U-193
- U-501, U-502, U-503, U-504, U-505, U-507, U-518, U-519, U-520, U-521, U-522, U-531, U-532, U-534, U-536, U-538, U-545, U-547, U-548
- U-801, U-802, U-841, U-842, U-843, U-856, U-858, U-868
- U-1223, U-1225, U-1226, U-1227, U-1228
- U-A, UD-3.

### Source
- (en) Cet article est partiellement ou en totalité issu de l’article de Wikipédia en anglais intitulé « 2nd U-boat Flotilla » (voir la liste des auteurs).